# Bobrowa (Basses-Carpates)
Pour les articles homonymes, voir Bobrowa.
Bobrowa est une localité polonaise de la gmina de Żyraków, située dans le powiat de Dębica en voïvodie des Basses-Carpates.